# Суханов, Эдуард Александрович
Эдуа́рд Алекса́ндрович Суха́нов (род. 22 апреля 1991, Ижевск) — российский футболист, полузащитник.

## Карьера
Воспитанник академии футбола имени Юрия Коноплёва. В период с 2008 по 2009 год выступал за димитровградскую «Академию». В начале 2010 года пополнил состав подольского «Витязь». Летом того же года перешёл в «Рубин-2».
В марте 2011 года подписал контракт с латвийским клубом «Вентспилс». 3 апреля, в матче первого тура Высшей лиге Латвии с «Юрмалой-VV» (4:0), дебютировал в рядах «Вентспилса», а также отметился одним забитым голом. 14 июля, в матче с солигорским «Шахтером» (1:0), состоялся дебют в Лиге Европы. 2020 год провёл в казахстанском клубе «Актобе». 
В январе 2021 года перешёл в клуб российской ПФЛ «Ленинградец». 1 апреля 2021 года дебютировал в стартовом составе в матче против клуба «Луки-Энергия».

## Достижения
- Чемпион Латвии (2): 2011, 2013.
- Обладатель Кубка Латвии (2): 2011, 2013
- Победитель Первой лиги Казахстана (1): 2020.